# Campeonato Europeo de Tiro con Arco al Aire Libre de 1986
El IX Campeonato Europeo de Tiro con Arco al Aire Libre se celebró en Esmirna (Turquía) entre el 28 y el 29 de junio de 1986 bajo la organización de la Unión Europea de Tiro con Arco (WAE) y la Federación Turca de Tiro con Arco.

## Resultados

### Masculino
| Evento                  | Oro                                                       | Plata                                                        | Bronce                                                      |
| ----------------------- | --------------------------------------------------------- | ------------------------------------------------------------ | ----------------------------------------------------------- |
| Arco recurvo individual | Tomi Poikolainen · Finlandia                              | Igor Prokopiev URSS                                          | Tiny Reniers · Países Bajos                                 |
| Arco recurvo por equipo | Igor Prokopiev Munko-Badra Dashitserenov Vitali Shin URSS | Tomi Poikolainen · Mika Savola · Kyösti Laasonen · Finlandia | Göran Bjerendal · Mats Nordlander · Gert Bjerendal · Suecia |

### Femenino
| Evento                  | Oro                                                         | Plata                                      | Bronce                                                        |
| ----------------------- | ----------------------------------------------------------- | ------------------------------------------ | ------------------------------------------------------------- |
| Arco recurvo individual | Liudmila Arzhannikova URSS                                  | Yelena Marfel URSS                         | Zebiniso Rustamova URSS                                       |
| Arco recurvo por equipo | Liudmila Arzhannikova Yelena Marfel Zebiniso Rustamova URSS | Manuela Dachner Margot Benz Doris Haas RFA | Valérie Marest Marie-Josée Bazin Marie-Louise Turazzi Francia |

## Medallero
| Núm. | País         | Oro | Plata | Bronce | Total |
| ---- | ------------ | --- | ----- | ------ | ----- |
| 1    | URSS         | 3   | 2     | 1      | 6     |
| 2    | Finlandia    | 1   | 1     | 0      | 2     |
| 3    | RFA          | 0   | 1     | 0      | 1     |
| 4    | Francia      | 0   | 0     | 1      | 1     |
| 4    | Países Bajos | 0   | 0     | 1      | 1     |
| 4    | Suecia       | 0   | 0     | 1      | 1     |
|      | TOTAL        | 4   | 4     | 4      | 12    |